# Mariotte (Mondkrater)

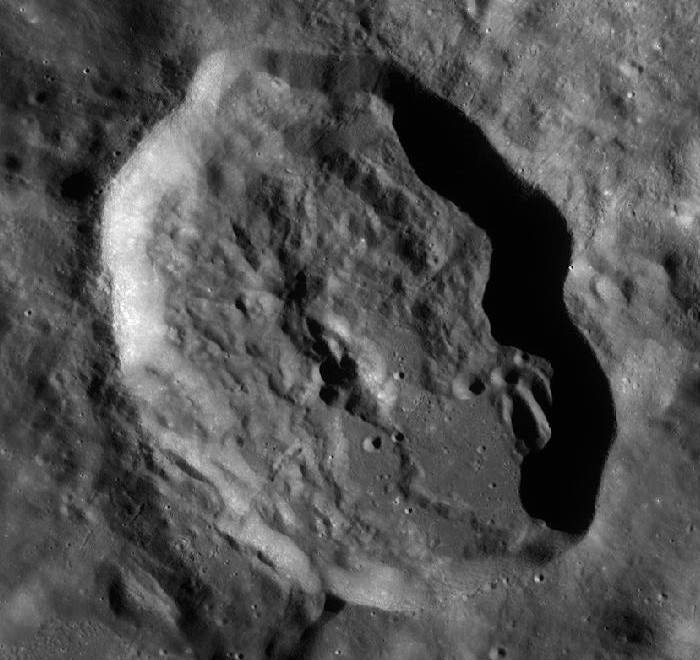
Der Mondkrater Mariotte

Mariotte ist ein in die Länge gezogener Einschlagkrater im südwestlichen Quadranten auf der Rückseite des Mondes und kann deshalb von der Erde aus nicht direkt beobachtet werden. Er liegt südwestlich des kleineren Kraters Das und nordwestlich des großen Kraters Chebyshev.
Der Umriss von Mariotte ist in südöstlicher Richtung um circa fünf Kilometer verlängert, was der Formation ein eiförmiges Aussehen verleiht. Der äußere Kraterrand zeigt nur geringe Erosionsspuren und weist einen scharfkantigen Grat auf. Der Kraterboden ist, vor allem im Südosten, rau und uneben.
| Buchstabe | Position                     | Durchmesser                  | Link                         |
| --------- | ---------------------------- | ---------------------------- | ---------------------------- |
| P         | 29,89° S, 140,06° W          | 40 km                        |                              |
| R         | 30,15° S, 142,01° W          | 33 km                        |                              |
| U         | 28,09° S, 143,24° W          | 35 km                        |                              |
| X         | 25,41° S, 140,48° W          | 20 km                        |                              |
| Y         | Umbenannt in Krater Murakami | Umbenannt in Krater Murakami | Umbenannt in Krater Murakami |
| Z         | 22,82° S, 139,73° W          | 50 km                        |                              |